# Noretinodrel
El noretinodrel fue la primera progestina usado en Envoid, el primer anticonceptivo oral.